# Чурнали
Чурнали (груз. ჭურნალი) — село в Грузии, в Сачхерском муниципалитете края Имеретия, в административной единице Чала.

## Расположение
Расположено в ущелье реки Дзирула, на высоте 720 метров над уровнем моря. Отдалено на 7 километров от города Сачхере.

## Население
По результатам официальной переписи населения 2014 года в селе Чурнали проживало 94 человек (57 мужчин и 37 женщин).
| Год  | Численность, человек |
| ---- | -------------------- |
| 2002 | 134                  |
| 2014 | ▼ 94                 |